# Sherko Fatah
Sherko Fatah est un écrivain allemand né le 28 novembre 1964 à Berlin-Est d'un père kurde et d'une mère allemande. En 2000, il obtient le prix Aspekte du meilleur premier roman en langue allemande avec En zone frontalière.

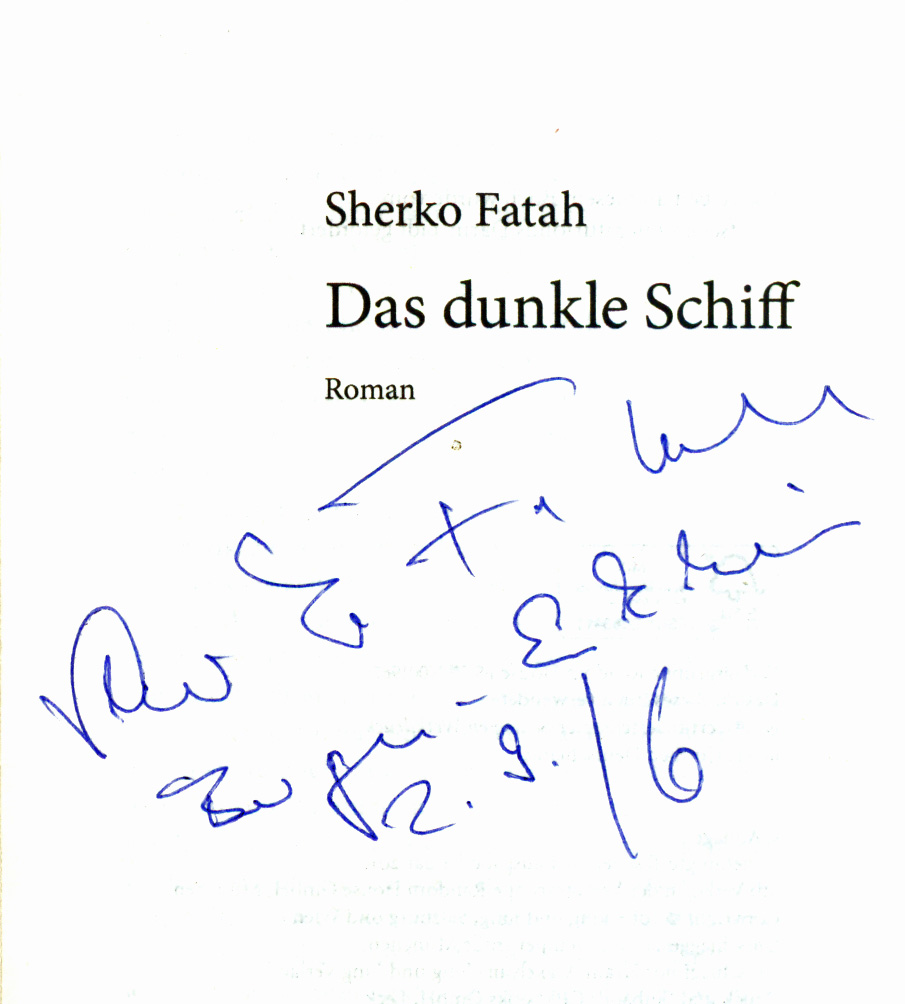
Dédicace de Sherko Fatah de 2016.

## Œuvres
- Auf offener Straße, poèmes, Mistral, Berlin, 1988.
- Donnie, récit, Jung und Jung, Salzburg, 2002.
- En zone frontalière, traduit de l'allemand par Olivier Mannoni (Titre original : Im Grenzland), Éditions Métailié, 2004,  (ISBN 2-86424-518-3)
- Petit Oncle, traduit de l'allemand par Olivier Mannoni (Titre original : Onkelchen), Éditions Métailié, 2006,  (ISBN 978-2-86424-558-2)
- Le navire obscur, traduit de l'allemand par Olivier Mannoni (Titre original : Das dunkle Schiff), Éditions Métailié, 2011,  (ISBN 978-2-8642-4721-0)
- Ein weißes Land, roman, Luchterhand, Munich, 2011.
- Un voleur de Bagdad, traduit de l'allemand par Olivier Mannoni, Editions Métaillé, 2014  (ISBN 978-2-86424-964-1)
- Der letzte Ort, roman, Luchterhand, Munich, 2014
- Schwarzer September, roman, Luchterhand, Munich, 2019.
- Der große Wunsch, roman, Luchterhand, Munich, 2023.